# Daniel Nguyen
Daniel Nguyen (nacido el 16 de octubre de 1990 (34 años)) es un tenista profesional estadounidense.

## Carrera
Su mejor ranking individual es el n.º 189 alcanzado el 13 de julio de 2015, mientras que en dobles logró la posición 431 el 3 de agosto de 2015.
No ha logrado hasta el momento títulos de la categoría ATP ni de la ATP Challenger Tour, aunque sí ha obtenido varios títulos Futures tanto en individuales como en dobles.